# Lucien Simon
Lucien J. Simon (18 de julio de 1861–1945) fue un pintor francés y profesor nacido en París. Después de graduarse del Lycée Louis-le-Magnífico, estudió pintura en el estudio de Jules Didier, desde 1880 a 1883 en l'Académie Julian. Ha exhibido en el Salon des Artistes Francais desde 1891, también en el Salón de la Société Nationale des Pretendientes-Artes.

## Biografía
En 1891 se casó con Jeanne Dauchez, la hermana de André Dauchez (1870 – 1948) y se enamoró de los paisajes y la vida campesina de su Bretaña natal.
En 1895 conoció a Charles Cottet y comenzó a formar parte como miembro de su "Bande noire" o "Nubians", junto con Dauchez, Xavier Prinet (1861–1946), Edmond Aman-Jean (1858–1936) y Émile-René Ménard (1862–1930), trabajando los principios de Impresionismo pero en tonos más oscuros.
 

Fue uno de los profesores fundadores en Martha Stettler en la Académie de la Grande Chaumière en 1902. También fue profesor en la Académie Colarossi en la misma época, así como profesor particular.

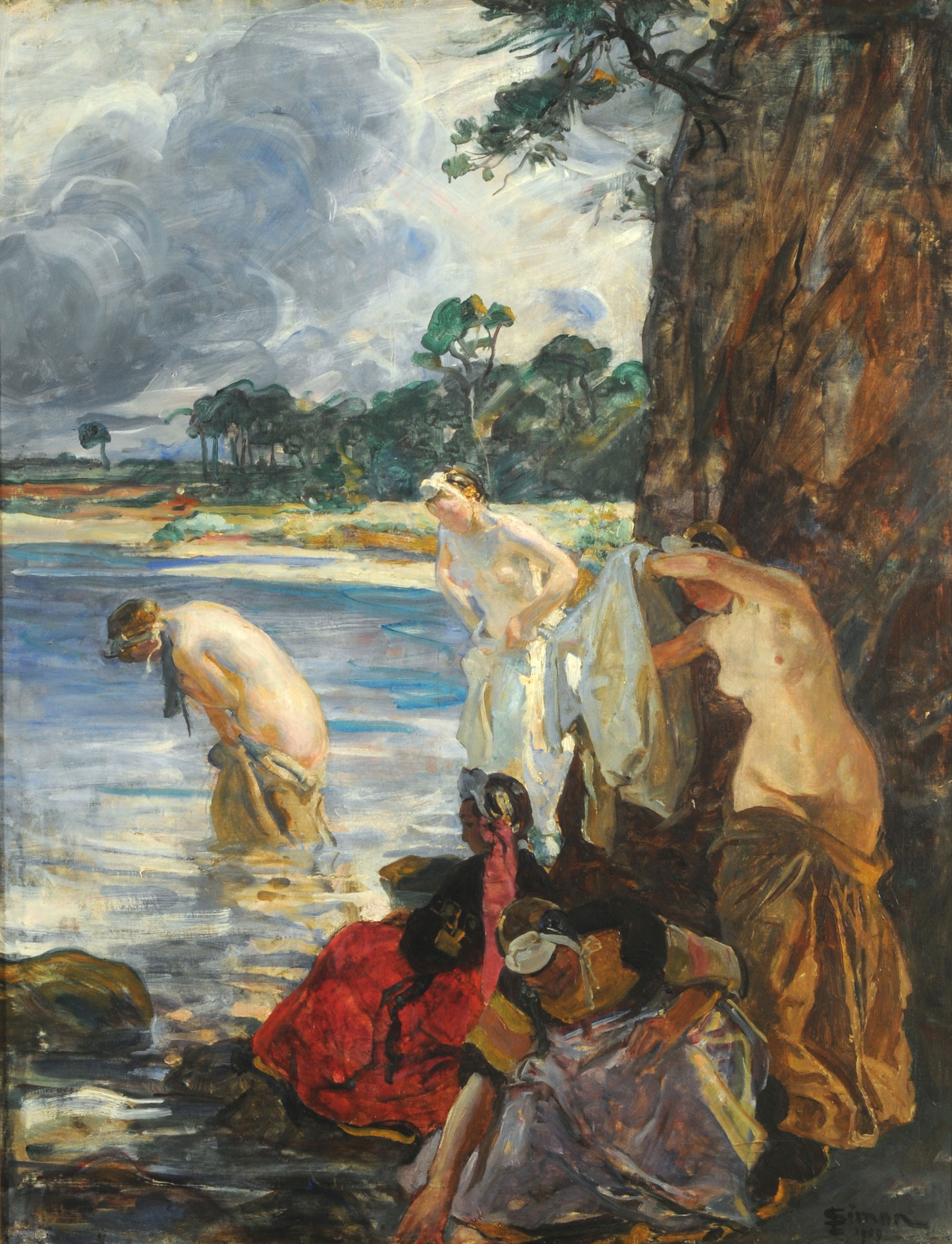
Bañistas, una pintura de Lucien Simon que se encuentra actualmente en el Museo Nacional de Bellas Artes.

Enseñó en École Nationale des Pretendientes-Artes desde 1923 y electo en su Académie des Pretendientes-Artes en 1929, una posición que mantendría por 13 años.
En 1937 ganó el Primer Premio en "La exposición universal de París" por su trabajo en el pabellón de Luxemburgo.
Paul Simon (1892–1979), el hijo de Lucien y Jeanne (quién era también pintor), fue un escultor de animales notable.
Un retrato famoso de Simon, pintado por Charles Cottet en 1907, se encuentra actualmente en el Musée d'Orsay en París.